# Schneeberg
Schneeberg es una ciudad de Alemania que pertenece al estado federado de Sajonia. Está situada en el distrito de los Montes Metálicos. Su población es de 16.400 habitantes. Las localidades más próximas son Aue a 4 km al oeste y Zwickau a 17 km al sudeste. Su ubicación en los Montes Metálicos que sirven de frontera entre Alemania y la República Checa han hecho que la explotación de las minas de uranio que allí se encuentran fuera una de las principales actividades de la población hasta el cierre de las mismas.
En el año 1879 Harting y Hesse describieron en un estudio clásico, la alta incidencia de cáncer de pulmón que existía entre los mineros de Schneeberg por exposición al gas radón.

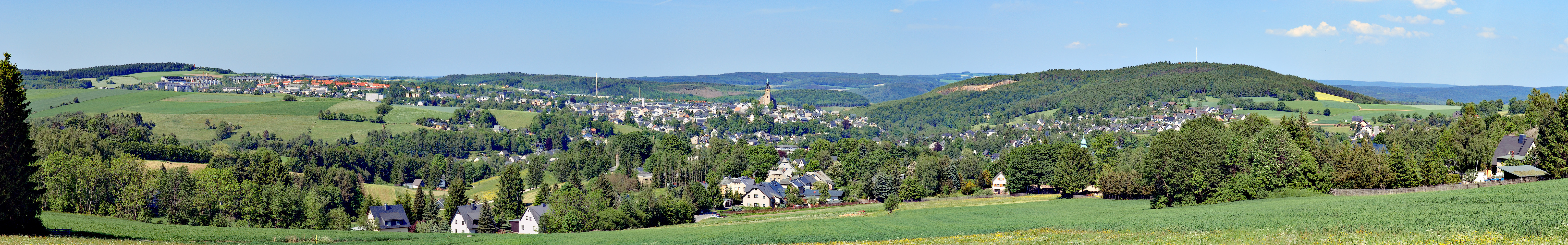
Vista panorámica de Schneeberg desde el sudoeste